# Geyeroceras
Geyeroceras – rodzaj głowonogów z wymarłej podgromady amonitów, z rzędu Phylloceratida.
Żył w okresie jury (synemur - pliensbach).